# China Grove (Caroline du Nord)
China Grove est une ville américaine située dans le comté de Rowan dans l'État de Caroline du Nord. En 2010, sa population était de 3 563 habitants.

## Démographie
| 1880 | 1890 | 1900 | 1910 | 1920  | 1930  |
| ---- | ---- | ---- | ---- | ----- | ----- |
| 26   | 174  | 887  | 852  | 1 027 | 1 258 |

| 1940  | 1950  | 1960  | 1970  | 1980  | 1990  |
| ----- | ----- | ----- | ----- | ----- | ----- |
| 1 567 | 1 491 | 1 500 | 1 788 | 2 081 | 2 732 |

| 2000  | 2010  | - | - | - | - |
| ----- | ----- | - | - | - | - |
| 3 616 | 3 563 | - | - | - | - |

## Source de la traduction
- (en) Cet article est partiellement ou en totalité issu de l’article de Wikipédia en anglais intitulé « China Grove, North Carolina » (voir la liste des auteurs).